# Vía Crucis de la Cruz de los Jóvenes
El Vía Crucis de la Cruz de los Jóvenes fue un Vía Crucis extraordinario celebrado el 3 de junio de 2011 en la ciudad de Jaén con motivo de la llegada a la misma de la Cruz de los Jóvenes, el Icono de María y el Icono del Santo Rostro, durante su recorrido para la Jornada Mundial de la Juventud 2011. Fue realizado con la presencia en cada una de las estaciones de imágenes pasionistas de diferentes cofradías.

## Recorrido
La llegada de la Cruz y los iconos a la ciudad se produjo en el parque del bulevar, junto a la estatua del papa Juan Pablo II, propulsor de la Jornada Mundial de la Juventud, donde fueron recibidos por el obispo Ramón del Hoyo López y la curia local. Desde ese lugar, se trasladaron a la plaza de las Batallas, donde se ubicó la primera estación del Vía Crucis. En la realización del Vía Crucis participaron las quince cofradías y hermandades de la ciudad, once de ellas representando con sus titulares las escenas de las estaciones, mientras que las cuatro restantes, Silencio, Borriquilla, Santa Cena y Vera-Cruz fueron las encargadas de portar la Cruz de los Jóvenes y los iconos durante el recorrido.
La decimoquinta estación se llevó a cabo en el interior de la plaza de toros de la Alameda, con todas las imágenes participantes, donde se instaló un altar para celebrar la eucaristía y, una posterior, vigilia de adoración al Santísimo Sacramento en una custodia realizada para la ocasión. A la conclusión del acto, cada hermandad realizó el recorrido de vuelta a su templo por el camino más corto.

### Estaciones
| Estación | Imágenes                                               | Hermandad                                |
| -------- | ------------------------------------------------------ | ---------------------------------------- |
| I        | Nuestro Padre Jesús de la Piedad                       | Hermandad de la Estrella                 |
| II       | Nuestro Padre Jesús Nazareno                           | Cofradía de Nuestro Padre Jesús Nazareno |
| III      | Nuestro Padre Jesús de la Caída                        | Cofradía de la Clemencia                 |
| IV       | Nuestra Señora de las Lágrimas                         | Cofradía de los Estudiantes              |
| V        | Cruz de los Jóvenes                                    |                                          |
| VI       | La Verónica                                            | Cofradía de Nuestro Padre Jesús Nazareno |
| VII      | Cruz de los Jóvenes                                    |                                          |
| VIII     | Jesús del Perdón y María Santísima de la Esperanza     | Cofradía Sacramental del Perdón          |
| IX       | Cruz de los Jóvenes                                    |                                          |
| X        | Nuestro Señor de la Pasión Despojado de sus Vestiduras | Hermandad de la Amargura                 |
| XI       | Santísimo Cristo de la Expiración                      | Hermandad Sacramental de la Expiración   |
| XII      | Santísimo Cristo del Calvario                          | Congregación del Santo Sepulcro          |
| XIII     | Nuestra Señora de las Angustias                        | Cofradía Sacramental de la Buena Muerte  |
| XIV      | Santísimo Cristo Yacente                               | Cofradía de la Soledad                   |
| XV       | Señor Resucitado                                       | Cofradía del Resucitado                  |